# George Stulac
George William Stulac (Toronto, 28 giugno 1933) è un ex cestista e multiplista canadese.
È il fratello di Joe Stulac.

## Carriera

### Pallacanestro
Con il Canada ha disputato due edizioni dei Giochi olimpici: a Melbourne 1956 ha disputato 4 incontri (9º posto), a Tokyo 1964 ha collezionato 6 presenze (14º posto).
È tra i membri della Hall of Fame dell'Università di Toronto.

### Atletica leggera
In carriera Stulac si è dedicato anche all'atletica leggera, in particolare alle prove multiple; il suo record personale nel decathlon fu di 6.178 punti, realizzato nel 1960. Ha partecipato ai Giochi di Roma 1960, classificandosi al 22º posto finale. Ai III Giochi panamericani disputati a Chicago nel 1959 ha conquistato la medaglia di bronzo.